# Defelê Futebol Clube
Le Defelê Futebol Clube était un club brésilien de football basé à Brasilia dans le district fédéral. Il disparaît en 1970.
Le club jouait ses matchs à domicile au Stade Ciro Machado do Espírito Santo dit Estádio do Defelê.

## Palmarès
- Championnat de Brasilia :
  - Champion : 1960, 1961, 1962, 1968